# (18745) San Pedro
(18745) San Pedro (1999 BJ14) – planetoida z pasa głównego asteroid okrążająca Słońce w ciągu 4,2 lat w średniej odległości 2,6 j.a. Odkryta 23 stycznia 1999 roku.